# Allohercostomus nepalensis
Allohercostomus nepalensis är en tvåvingeart som beskrevs av Yang, Saigusa och Kazuhiro Masunaga 2001. Allohercostomus nepalensis ingår i släktet Allohercostomus och familjen styltflugor.
Artens utbredningsområde är Nepal. Inga underarter finns listade i Catalogue of Life.